# Barbara Bronnen
Barbara Bronnen (* 19. August 1938 in Berlin; † 10. August 2019 in München) war eine deutsche Schriftstellerin. Sie schrieb Erzählungen, Romane, Sachbücher und Kolumnen.

## Leben und Werk
Barbara Bronnen war die Tochter der Journalistin Hildegard Bronnen-von Lossow und des Schriftstellers Arnolt Bronnen. Sie verbrachte ihre Jugend in Österreich und studierte von 1957 bis 1962 Germanistik und Philosophie an der Universität München. Ebenda promovierte sie 1965 mit einer Schrift über Fritz von Herzmanovsky-Orlando zum Dr. phil. Danach arbeitete sie als Lektorin und Journalistin und hatte 1987 eine Gastprofessur in Poetik an der Universität Bamberg.
Von 2005 bis 2007 schrieb Bronnen jeden Dienstag die Kolumne Über uns in der Münchner Abendzeitung.
In ihren Romanen beschäftigt sie sich oft mit dem (Spannungs-)Verhältnis zu ihrem Vater.
Sie war Mitglied im PEN-Zentrum Deutschland und im österreichischen P.E.N.-Club.
Mit dem Autor und Regisseur Manfred Grunert war sie bis 1980 verheiratet. Anschließend heiratete sie den Filmregisseur Dieter Lemmel, mit dem sie einen Sohn hat und von dem sie seit 1990 getrennt lebte.
Bis zu ihrem Tod am 10. August 2019 lebte sie als freie Schriftstellerin in München. Ihre Schwester ist die Schauspielerin Franziska Bronnen.

## Werke
- Ich bin Bürger der DDR und lebe in der Bundesrepublik. 12 Interviews, herausgegeben von Barbara Grunert-Bronnen, mit einem Nachwort von Uwe Johnson, R. Piper & Co Verlag, München 1970.
- Liesl Karlstadt. Ein Leben, Biografie.
- Die Tochter, Roman, 1980.
- Die Diebin, Roman, 1982.
- Die Briefstellerin, Roman, Droemer Knaur, München/Zürich 1986.
- Mein erotisches Lesebuch, Deutscher Taschenbuch Verlag, München 1986.
- Alt am Morgen und am Abend jung, hg. von Barbara Bronnen, Beck’sche Reihe 464, C. H. Beck, München 1992, ISBN 3-406-34056-3
- Die Stadt der Tagebücher. Vom Festhalten des Lebens durch Schreiben, Wolfgang Krüger, Frankfurt a. M., 1996.
- Leas siebter Brief, Roman, dtv premium, 1998.
- Das Monokel, Roman, Deutscher Taschenbuch Verlag, München 2000.
- Du brauchst viele Jahre, um jung zu werden, Sanssouci im Carl Hanser Verlag, München + Wien 2004, ISBN 3-7254-1340-1.
- Lametta im August, Sanssouci im Carl Hanser Verlag, München + Wien 2004.
- Gebrauchsanweisung für die Toskana, Piper Verlag, München 2004.
- München und Umgebung. Bierschaumwölkchen und Frauen-Türme, Sanssouci im Carl Hanser Verlag, München + Wien 2005.
- Am Ende ein Anfang, Roman, Arche, Zürich + Hamburg 2006, ISBN 3-7160-2359-0.
- Fliegen mit gestutzten Flügeln – Die letzten Jahre der Ricarda Huch 1933–1947, Arche, Zürich/Hamburg 2007.
- Liebe bis in den Tod, Arche, Zürich/Hamburg 2008.
- Toskana – Ein Reisebegleiter, Insel-Taschenbuch 3481, Insel, Berlin 2011, ISBN 978-3-458-35181-8.
- Meine Väter, Roman, Insel, Berlin 2012, ISBN 978-3-458-17534-6
- Feldherrnhalle, Europa Verlag, Berlin, München, Zürich, Wien 2016, ISBN 978-3-95890-044-8.

## Preise und Auszeichnungen (Auswahl)
- 1978: Silberne Feder des Deutschen Ärztinnenbundes[6]
- 1981: Tukan-Preis der Stadt München[6]
- 1985: Förderpreis für Literatur des österreichischen Bundesministeriums für Unterricht und Kunst[7]
- 1987: Erster Preis des Max-von-der-Grün-Förderpreises für „Literatur zur Arbeitswelt“ der Kammer für Arbeiter und Angestellte für Oberösterreich und der Stadt Linz[7]
- 1988/1989: Stadtschreiberin von Linz[8]
- 1990: Ernst-Hoferichter-Preis der Stadt München[9]
- 2015: Schwabinger Kunstpreis[10]